# 科扎奇拉海里 (赫爾松區)

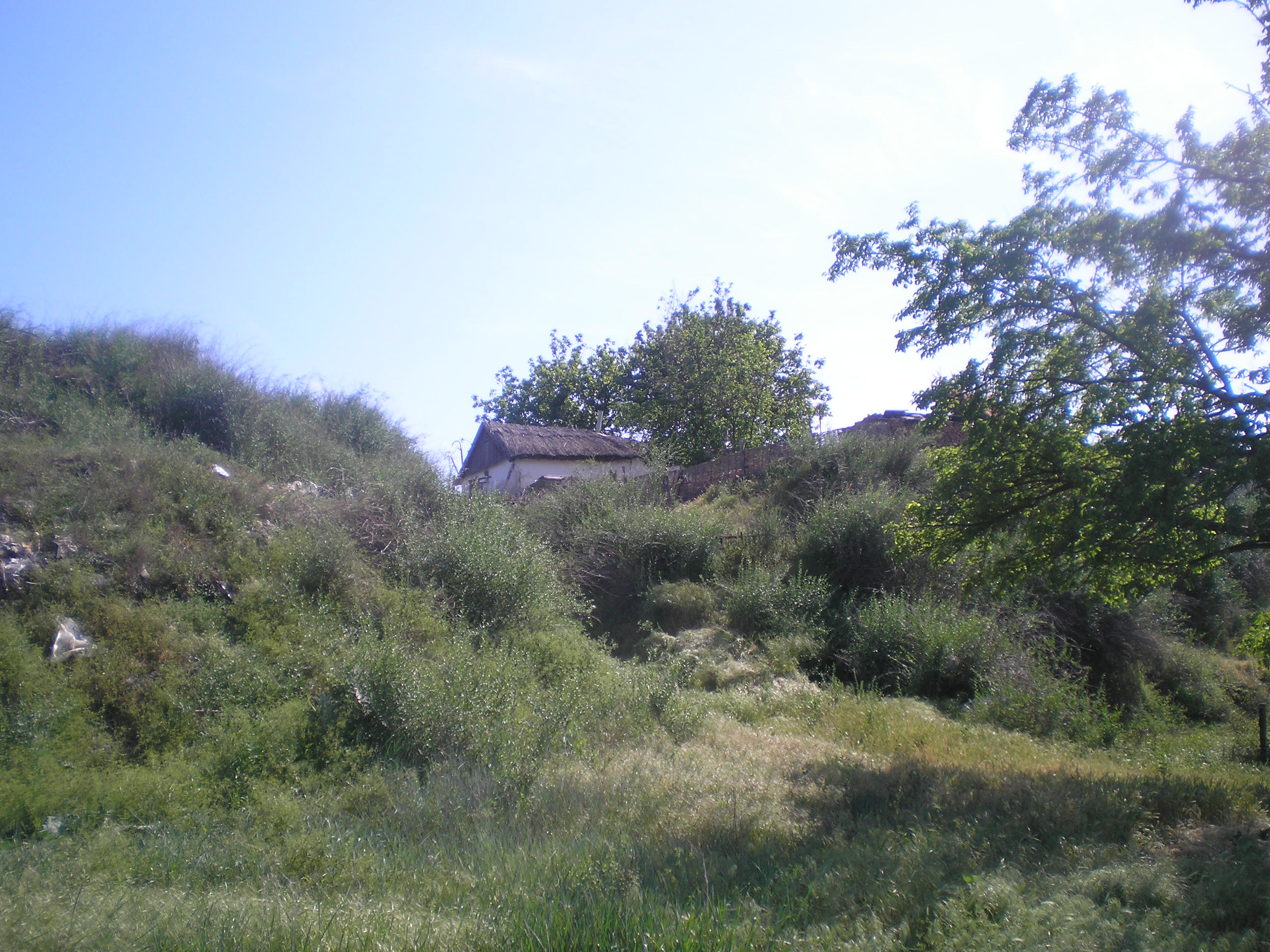
河边老房子

46°42′25″N 32°59′2″E / 46.70694°N 32.98389°E
科扎奇拉海里（烏克蘭語：Козачі Лагері）是位於烏克蘭南部的村莊，由赫爾松州赫尔松区的奥莱什基市镇負責管轄。該村始建於1778年，面積185.25平方公里，海拔高度16米，2001年人口3,722，人口密度每平方公里20.1人。
2022年俄罗斯入侵乌克兰期间，该地于2月被俄罗斯军队占领。2023年烏克蘭反攻期间，8月8日，乌克兰军队开始攻打该地。